# Midnattsfolket
Midnattsfolket (engelska: The Midnight Folk) är en brittisk barnbok från 1927, skriven av författaren John Masefield. Boken släpptes på svenska 1984 av förlaget Läseleket. Den har också givits ut som ljudbok i Daisy-format av skådespelaren Inga Lüning. Handlingen kretsar kring pojken Kay Harker som går på upptäcktsfärd efter en undangömd skatt. På färden möter han häxsystrarna De Sju, som också är ute efter skatten.